# 北大岳昕事件

2018年4月时北大内声援岳昕的大字报

北大岳昕事件是指北京大学2014级本科生岳昕等人依法依规申请北京大学公开沈阳性侵女学生事件详情后，岳昕遭到校方多种形式施压，引发大量关注，而北京大学有关部门却删除相关信息。为了对抗中国的网络审查，有用户将岳昕的公开信嵌入到区块链中。

## 经过
2018年4月23日，参与“沈阳性侵案信息公开”事件的北京大学外国语学院14级本科生岳昕在自媒体发表一篇题为《致北京大学师生和北大外国语学院的一封公开信》 的署名文章，称其连日来不断受到校方施压，并严重影响到日常的学习生活，进而造成其滞留家中无法返校，其母亲情绪崩溃，家庭关系紧张。她发文要求校方立即停止施压行为并消除此事带来的一切不良影响。但消息一经发出，立刻被自媒体运营方屏蔽，但有中国用户将《公开信》发布到了以太坊区块链与GitHub，以对抗网络信息删除和封杀。下午，北京大学外国语学院发布《情况说明》，对事件作出回应。外国语学院辅导员王艳超在北大未名BBS回应事件，但其因未正面回应而受到质疑。当晚，北大三角地宣传栏上出现了署名“湖底群魂”的匿名抗议大字报。大字报很快被校方撤下，中国各大网站对此的讨论也被封杀。
4月24日，《人民日报》评论部微信公众号“人民日报评论”发表文章《如何聆听“年轻的声音”？》，对此事进行点评。文章建议“对学校来说，对建设性意见要及时吸纳，对困难要及时帮助，对不了解情况的要及时说明，对模糊认识要及时廓清，对怨气怨言要及时化解，对错误看法要及时引导，不能因为种种原因而躲闪回避、简单解决。而从学生方面说，也可以换位思考，而不是站到对立面上去，尤其要避免一些极端的情绪和偏激的做法，力争在理性、冷静的轨道上表达诉求、解决问题。”
4月24日，北大法学院教授沈岿在微信公众号“现代法学前沿”发布《学校约谈指南》，就校方约谈学生的权限和规范提出建议，明确指出约谈不是校方对学生强制性的“命令-服从”关系、学生有权拒绝约谈、以及学生家属不到场的原则和约谈记录的形式。此指南可以视为对岳昕事件的制度建设回应。
4月25日，北大本科生李一鸣发起联名信《就部分同学因申请信息公开被约谈一事致北大校方的联名信》，就对弥补对岳昕约谈造成的伤害、约谈制度的监督与完善以及保障学生合法权利提出倡议，截止30日，已有近200名在校师生与校友参与联署。
4月26日，共青团中央机关报《中国青年报》发表文章《问诊高校信息公开》。文章不指名批评北大“提前分析和研判信息公开之后的影响，当出现敏感或负面事件的申请时此情况尤甚，一些教师还曾尝试在受理前后与申请人接触”“其实一些申请者得到的答复，距彻底公开仍差最后一公里”。该文稍后突被官方封杀，文章也从《中国青年报》的电子报中删除，导致版面出现罕见的“开天窗”。
4月30日，人民日报及中国青年报评论均被删除、撤回，此事继续发酵中。

## 相关
- 沈阳事件
- ＃MeToo
- 陶崇园事件